# Sam Saletta
Sam Saletta (Stillwater (Oklahoma), 1 oktober 1984), geboren als Samuel Paul Saletta, is een Amerikaanse acteur, muzikant en songwriter.

## Biografie[1]
Saletta heeft zijn jeugd doorgebracht in Elmwood Park (Illinois) en woont nu in Burbank (Los Angeles County, Californië). Saletta heeft in 2003 muzieklessen gevolgd in op het University of Southern California. In 2004 heeft hij op deze universiteit lessen gevolgd voor publiciteits manager. Muziek is zijn ware passie en hij schrijft, speelt en luistert naar alle soorten muziek, in 2007 heeft hij een muziekgroep opgericht genaamd Jubala. Deze groep heeft al twee albums uitgegeven en toeren door Zuid-Californië.
Saletta begon in 1993 met acteren in de televisieserie ABC Afterschool Specials. Hierna heeft hij nog meerdere rollen gespeeld in televisieseries en televisiefilms zoals Beverly Hills, 90210 (1997), Rocket Power (1999-2000) en 7th Heaven (1997-2001).

## Filmografie[3]

### Films
- 2001 The Luck of the Irish - als Kyle Johnson
- 1999 Dreamers – als jonge Ethan
- 1998 Billboard Dad – als Ryan
- 1998 The Velocity of Gary – als Tommy
- 1998 Some Girl – als Mike
- 1997 A Christmas Carol – als stem
- 1996 Henry: Portrait of a Serial Killer, Part 2 – als onaangename jongen
- 1996 Not Necessarily the Election – als lid van toneelgezelschap
- 1994 The Little Rascals – als Butch

### Televisieseries
Uitgezonderd eenmalige gastrollen.
- 2001 - 2003 Rugrats - als diverse stemmen - 2 afl.
- 1999 - 2002 Rocket Power - als diverse stemmen - 25 afl.
- 1997 – 2001 7th Heaven – George Camden – 6 afl.
- 2000 The Kids from Room 402 - als stem - 6 afl.
- 1999 King of the Hill - als stem - 2 afl.
- 1997 Beverly Hills, 90210 – als Joey Evers – 2 afl.

### Computerspellen
- 2010 Call of Duty: Black Ops - als stem - videogame
- 2003 Zero: Akai chou – als Itsuki Tachibana (stem) - videogame